# Šjan MA60
Šjan MA60 (新舟60, Xīnzhōu 60, "Modern Ark 60") je kitajsko dvomotorno turbopropelersko regionalno potniško letalo. Izdeluje ga kitajsko podjetje Šjan Aircraft Industrial Corporation, ki je podružnica konzorcija China Aviation Industry Corporation I - (AVIC I). MA60 je podaljšana verzija Šjan Y7-200A z bolj sposobnimi motorji in moderno avioniko. Šjan Y-7 je sicer kitajska verzija sovjetskih letal Antonov An-24/An-26.. Glavni načrtovalec je bil Lü Hai (吕海).
Letalo je dobilo certifikacijo od kitajskih oblasti junija 2000. Ni pa certifiran od strani ameriške letalske administracije FAA ali pa drugih zahodnih agencij.

## Različice
- Šjan MA60-100: z zmanjšano težo za boljše sposobnosti[7]
- Šjan MA60-MPA Fearless Albatross: verzija za patruliranje morja in protipodmorniško bojevanje
- Šjan MA40: Zmanjšana verzija s 40 sedeži
- Šjan  MA60H-500: vojaška verzija s tovorno rampo
- Šjan MA600: Precej izboljšana verzija, prvi let junija 2008

## Operaterji
Marca 2014 je bil v uporabi 53 MA60 in 14 v hrambi:

## Tehnične specifikacije
- Posadka: 2
- Kapaciteta: 60 potnikov
- Dolžina: 24,71 m (81 ft 0¾ in)
- Razpon kril: 29,20 m (95 ft 9½ in)
- Višina: 8,86 m (29 ft 0½ in)
- Površina kril: 75,0 m² (807 ft²)
- Prazna teža: 13 700 kg (30 203 lb)
- Maks. vzletna teža: 21 800 kg (48 060 lb)
- Motorji: 2 × Pratt & Whitney Canada PW127J Turbopropi, 2 051 kW (2 750 KM) vsak
- Maks. hitrost: 514 km/h (278 vozlov, 319 mph)
- Potovalna hitrost: 430 km/h (232 vozlov, 267 mph) (ekonomična hitrost)
- Dolet: 1 600 km (864 nmi, 994 mi)
- Višina leta (servisna): 7 620 m (25 000 ft)